# Steinerberg
Steinerberg je obec ve švýcarském kantonu Schwyz. Žije zde 946 obyvatel.

## Geografie
Steinerberg leží na terase masivu Rossbergu asi 150 metrů nad jezerem Lauerzersee a údolní nivou Schwyzu.

## Historie

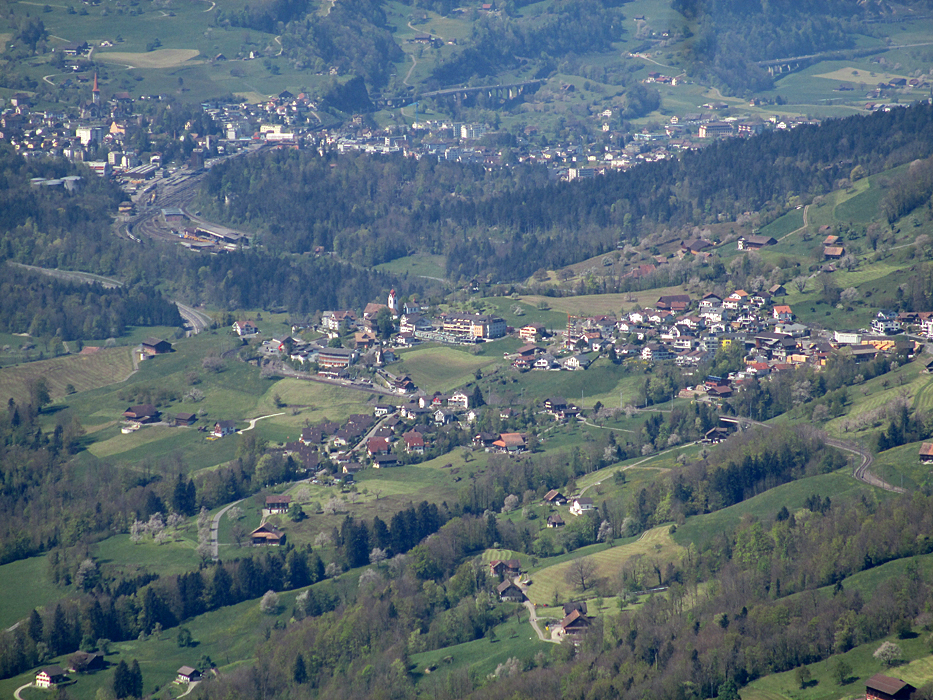
Pohled z okolních vrchů

Steinerberg vznikl jako odpočinkové místo na poutní cestě do opatství Einsiedeln. Zázračný obraz svaté Anny v kapli vysvěcené v roce 1501 učinil ze Steinerbergu poutní místo nadregionálního významu až do 19. století. Poutě byly zejména v 17. a 18. století velmi významnou událostí. O zvláštních svátcích se ve Steinerbergu zastavovalo několik tisíc poutníků.
V roce 1646 byl Steinerberg vyčleněn z farnosti Steinen jako samostatná farnost.
Marie Terezie Weberová z jižního Bádenska založila v roce 1845 řeholní společenství, které se v roce 1847 připojilo ke kongregaci Kristovy krve a o rok později bylo oficiálně vypovězeno ze Švýcarska.
Po vybudování silnice Steinerbergstrasse z Oberarthu do Sattelu v letech 1870–76 a napojení na železniční síť v roce 1891 se obec stala tranzitním místem.

## Obyvatelstvo
| Vývoj počtu obyvatel | Vývoj počtu obyvatel | Vývoj počtu obyvatel | Vývoj počtu obyvatel | Vývoj počtu obyvatel | Vývoj počtu obyvatel | Vývoj počtu obyvatel | Vývoj počtu obyvatel | Vývoj počtu obyvatel |
| -------------------- | -------------------- | -------------------- | -------------------- | -------------------- | -------------------- | -------------------- | -------------------- | -------------------- |
| Rok                  | 1950                 | 1960                 | 1970                 | 1980                 | 1990                 | 2000                 | 2005                 |                      |
| Počet obyvatel       | 445                  | 446                  | 518                  | 526                  | 690                  | 860                  | 890                  |                      |

Letecký pohled (1953)

Většina obyvatel (k roku 2000) hovoří německy (95,1 %), druhou nejčastější řečí je srbochorvatština (1,3 %) a třetí albánština (0,9 %).

## Hospodářství
60 % pracujících obyvatel pracuje mimo obec. Kromě toho 40 % nachází práci v zemědělství, dřevozpracujících podnicích, sýrárně a různých drobných podnicích.

## Doprava
Steinerberg leží na silnici Arth–Pfäffikon. Železniční stanice Steinerberg se nachází na trati Biberbrugg – Arth-Goldau. Do obce jezdí také poštovní autobusy.